# Малые Бакалды
Малые Бака́лды —  деревня в Большемурашкинском районе Нижегородской области. Входит в состав Советского сельсовета.

## География
Находится на расстоянии приблизительно 14 километров по прямой на юг-юго-восток от посёлка Большое Мурашкино, административного центра района.

## История
Впервые починок Бакалды (местное название ям, заполненных талыми водами) упоминался в XVII веке. Позже произошло разделение на Большие Бакалды и, соответственно, Малые Бакалды.

## Население
Постоянное население составляло 12 человек (все русские) в 2002 году, 5 в 2010.